# اسکیمو نل (فیلم ۱۹۷۵)
اسکیمو نل (به انگلیسی: Eskimo Nell) همچنین به عنوان تصنیف اسکیمو نلند به عنوان حماسه سکسی نل شیطان و دیک بزرگ شناخته می‌شود، یک فیلم کمدی جنسی بریتانیایی محصول ۱۹۷۵ به کارگردانی مارتین کمبل و تهیه‌کنندگی استنلی لانگ است. روی کینیر، آنا کوئیل، کتی مانینگ، کریستوفر تیموتی، و مایکل آرمسترانگ در این فیلم هنرنمایی می‌کنند.